# Saint-Martin-de-Bavel
Saint-Martin-de-Bavel település Franciaországban, Ain megyében. Lakosainak száma 431 fő (2022. január 1.). Saint-Martin-de-Bavel Artemare, Ceyzérieu, Cuzieu, Virieu-le-Grand, Valromey-sur-Séran és Ameyzieu községekkel határos.

## Népesség
A település népessége az elmúlt években az alábbi módon változott:
| Lakosok száma | 304  | 282  | 327  | 429  | 427  | 434  | 438  | 444  | 441  | 431  |
|               | 1968 | 1982 | 1990 | 2006 | 2013 | 2015 | 2017 | 2019 | 2020 | 2022 |